# Wapen van Sint-Maartensdijk

Wapen van Sint-Maartensdijk

Het wapen van Sint-Maartensdijk werd op 31 juli 1817 bevestigd door de Hoge Raad van Adel aan de Zeeuwse gemeente Sint-Maartensdijk. Per 1 juli 1971 ging Sint-Maartensdijk op in de gemeente Tholen. Het wapen van Sint-Maartensdijk is daardoor definitief komen te vervallen als gemeentewapen.

## Blazoenering
De blazoenering van het wapen luidde als volgt:
In goud een springend konijn van zilver op een losse grond van sinopel.
De heraldische kleuren zijn goud (goud of geel), zilver (wit) en sinopel (groen). In het register van de Hoge Raad van Adel wordt zelf geen beschrijving gegeven, maar een afbeelding.
De zilveren haas op een gouden veld (metaal op metaal) zijn tegen de regels van de heraldiek. Er wordt in zo'n geval weleens van een raadselwapen gesproken.

## Verklaring
Het wapen zou een mogelijk een sprekend wapen kunnen zijn, daar Sint-Maartensdijk vroeger bekendstond als Haestinge, gelegen aan de rivier de Haastee. In de Nieuwe Cronijk van Zeeland van Mattheus Smallegange eind 17e eeuw wordt het wapen genoemd, maar waarvan het veld geheel groen is.